# Simone Langlois
Simone Langlois (París, Francia, 22 de noviembre de 1932) es una cantante francesa.

## Trayectoria artística
Se inició en el canto a los seis años de edad, y desde sus inicios como profesional el cantautor Jacques Brel le confió algunas de sus canciones para que las interpretara en su voz: Au printemps, Ne me quitte pas, Je ne sais pas. Con Simone Langlois cantó Jacques Brel el único dúo de su carrera artística, la canción Sur la place.
Langlois también ha cantado con otros grandes intérpretes de la chanson como Gilbert Bécaud, Raymond Devos, Georges Brassens o Serge Gainsbourg.

## Discografía
- Simone Langlois chante Jacques Brel (Il nous faut regarder, Sur la place, en duo avec Jacques Brel, Heureux, Je ne sais pas) (1958)
- Simone Langlois chante : Sarah, De profundis, Ton beau visage, J'entends ta voix (1958) (chansons de Charles Aznavour)
- Simone Langlois chante Brel (Au printemps, Heureux, Ne me quitte pas, Il nous faut regarder) (1965)
- Simone Langlois chante : Il y a des musiques, J'ai tout fait pour ça (R. Nyel / G. Verlor), C'est ma chanson, Les archers

## Filmografía
- Rendez-vous de juillet, de Jacques Becker, 1949
- Un Matin d'Espérance de Paul de Métairy, 2007
- Teenagers, de Paul Verhoeven, 2011[3]